# Convict 13
Convict 13 és una pel·lícula de comèdia muda estatunidenca de dos rodets del 1920 protagonitzada per Buster Keaton. Fou escrita i dirigida per Keaton i Edward F. Cline.

## Argument
Buster juga a golf un matí amb un grup d'amics i després d'un inici desastrós, llança la seva pilota a un riu però la recupera després d'haver-la empassat un peix. Mentrestant, un condemnat s'escapa d'una presó propera i es dirigeix cap al camp de golf, mentre els guàrdies de la presó els persegueixen. La pilota d'en Buster és robada per un gos i mentre l'està recuperant, accidentalment es noqueja després que la pilota reboti fora d'un cobert. Mentre està inconscient, el presoner es canvia de roba amb ell. Els guàrdies els persegueixen i Buster intenta escapar saltant a un cotxe que passa, però pertany al director de la presó i el porten a la presó.
Pel número de presoner de la roba d'en Buster, s'adona que és el condemnat 13 que està previst que sigui penjat aquell matí. Per sort, la xicota d'en Buster substitueix el llaç del penjat per una llarga corda elàstica perquè en Buster reboti diverses vegades després d'obrir la trapa i sobreviure. Buster és enviat a aixafar pedres amb un martell, on accidentalment noqueja un guàrdia de la presó i li roba l'uniforme per escapar. Paral·lelament, un presoner bulliciós es revolta al pati de la presó i noqueja els guàrdies un per un. Buster s'ensopega amb el camí del presoner mentre escapa i el presoner creu que és un altre guàrdia. En Buster s'escapa del presoner tancant una porta que porta a un altre pati, però el presoner doblega les reixes de la porta i persegueix a Buster fins a la forca, on Buster el frena lligant-lo amb el llaç elàstic utilitzat abans.
Buster és "promocionat" a ajudnt de guàrdia per la seva valentia, però el presoner ara furiós provoca un motí, després noqueja a Buster, segresta la seva xicota i la porta al pati on els altres presoners han vençut als guàrdies. Buster es recupera i utilitzant un sac de boxa que enganxa a la corda elàstica, elimina tots els presoners amotinats fent-lo girar pel cap mentre corren pel pati. Buster ho celebra, però accidentalment es noqueja quan es recolza en un martell. No obstant això, l'escena torna a Buster estirat fora del cobert al camp de golf on es va noquejar per primera vegada, és despertat per la seva xicota; els esdeveniments a la presó revelen que havia estat un somni.

## Producció
A la pel·lícula, Buster interpreta un dels gags a la vista més perillosos que va interpretar a vodevil. En paraules de Marie Dressler: "Buster es parava sobre una taula al darrere del seu pare fent girar una pilota de bàsquet lligada a l'extrem d'una corda, mentre el seu pare intentava afaitar-se amb una navalla recta. I aquella pilota. es va anar apropant cada cop més, de sobte, BANG"!.

## Repartiment
- Buster Keaton com a golfista convertit en presoner, guàrdia
- Sybil Seely com a socialite, filla del guardià
- Joe Roberts com a El presoner boig
- Edward F. Cline com a Penjat
- Joe Keaton com a presoner
- Louise Keaton